# Бабашка (река)
Бабашка — река в России, протекает в Междуреченском районе Вологодской области. Впадает справа в реку Красная, приток Сухоны. Длина реки составляет 10 км.
На реке стоит село Старое.

## Данные водного реестра
По данным государственного водного реестра России относится к Двинско-Печорскому бассейновому округу, водохозяйственный участок реки — Северная Двина от начала реки до впадения реки Вычегда, без рек Юг и Сухона (от истока до Кубенского гидроузла), речной подбассейн реки — Сухона. Речной бассейн реки — Северная Двина.
В реестре указано, что Бабашка является левым притоком Нозьмы, однако теперь Бабашка является правым притоком реки Красная.
Код объекта в государственном водном реестре — 03020100312103000007049.